# Cephalanthus
Cephalanthus là một chi thực vật có hoa trong họ Thiến thảo (Rubiaceae).

## Miêu tả
Chúng là cây bụi hay cây gỗ nhỏ, mọc cao tới 5–15 m (16–49 ft). Các lá đơn, mọc đối hay mọc thành các vòng ba lá. Các hoa tạo thành cụm hoa hình cầu dày đặc.

## Phân bố và môi trường sống
Cephalanthus occidentalis là loài bản địa miền đông Hoa Kỳ và Canada. Các loài còn lại sinh sống trong khu vực nhiệt đới châu Mỹ, châu Phi và châu Á. Hai loài được trồng trong vườn.

## Hệ thống học
Cephalanthus được Linnaeus đặt tên trong Species Plantarum năm 1753. Tên chi có nguồn gốc từ tiếng Hy Lạp cổ κέφαλη (kephale) nghĩa là "đầu", và ἄνθος (anthos) nghĩa là "hoa".

### Phân loại
Cephalanthus là chi cơ sở nhất trong tông Naucleeae. Một vài tác giả đã từng tách nó riêng ra thành tông chỉ chứa chính nó. Loài điển hình là Cephalanthus occidentalis.

## Các loài
Chi Cephalanthus gồm 6 loài:
- Cephalanthus angustifolius Lour. - Rì rì lớn lá, rì rì bông gáo, vậy lá hẹp - Lào, Campuchia, Việt Nam.
- Cephalanthus glabratus (Spreng.) K.Schum. - sarandí - Brasil, Argentina, Paraguay, Uruguay.
- Cephalanthus natalensis Oliv. - Tanzania, Malawi, Zambia, Lesotho, Swaziland, Nam Phi.
- Cephalanthus occidentalis L. - Cuba, đông Canada, đông, trung và nam Hoa Kỳ, California, Arizona, New Mexico.
- Cephalanthus salicifolius Humb. & Bonpl. - Mexico, Honduras, mỏm cực nam bang Texas.
- Cephalanthus tetrandra (Roxb.) Ridsdale & Bakh.f. - Gáo nước, vậy nước - Nhiệt đới châu Á, từ Ấn Độ tới Trung Quốc, Đông Dương.

## Hình ảnh

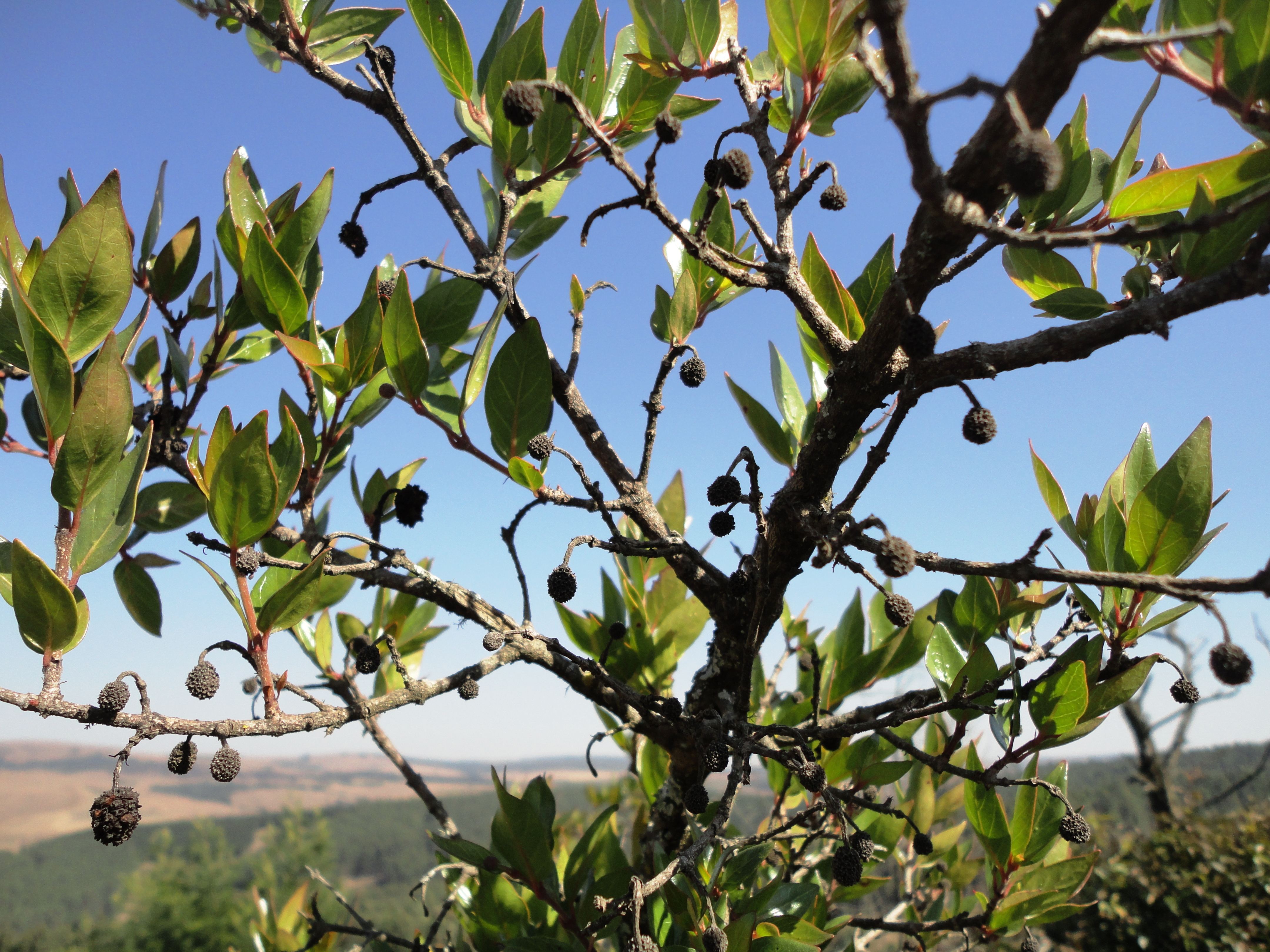
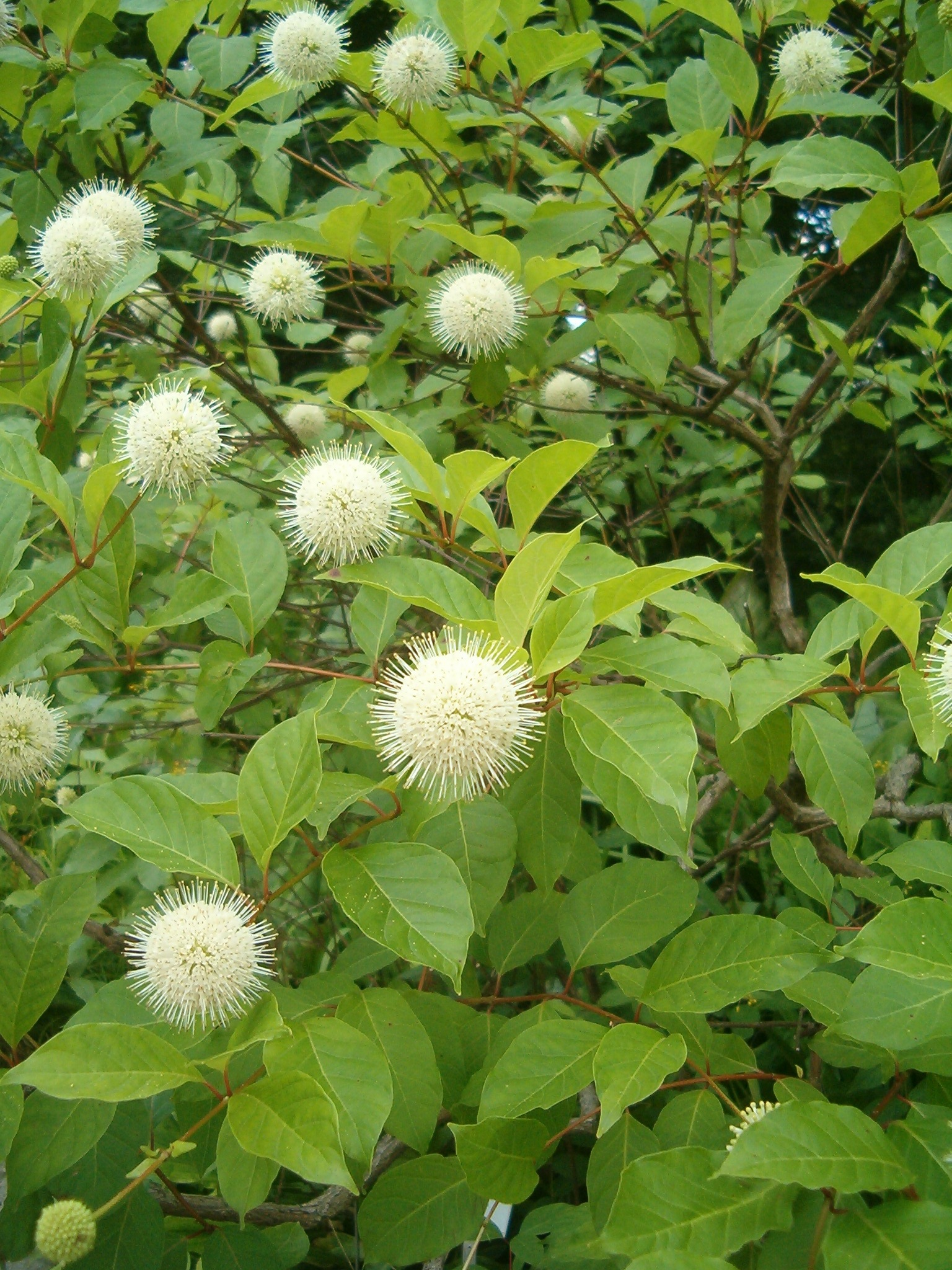
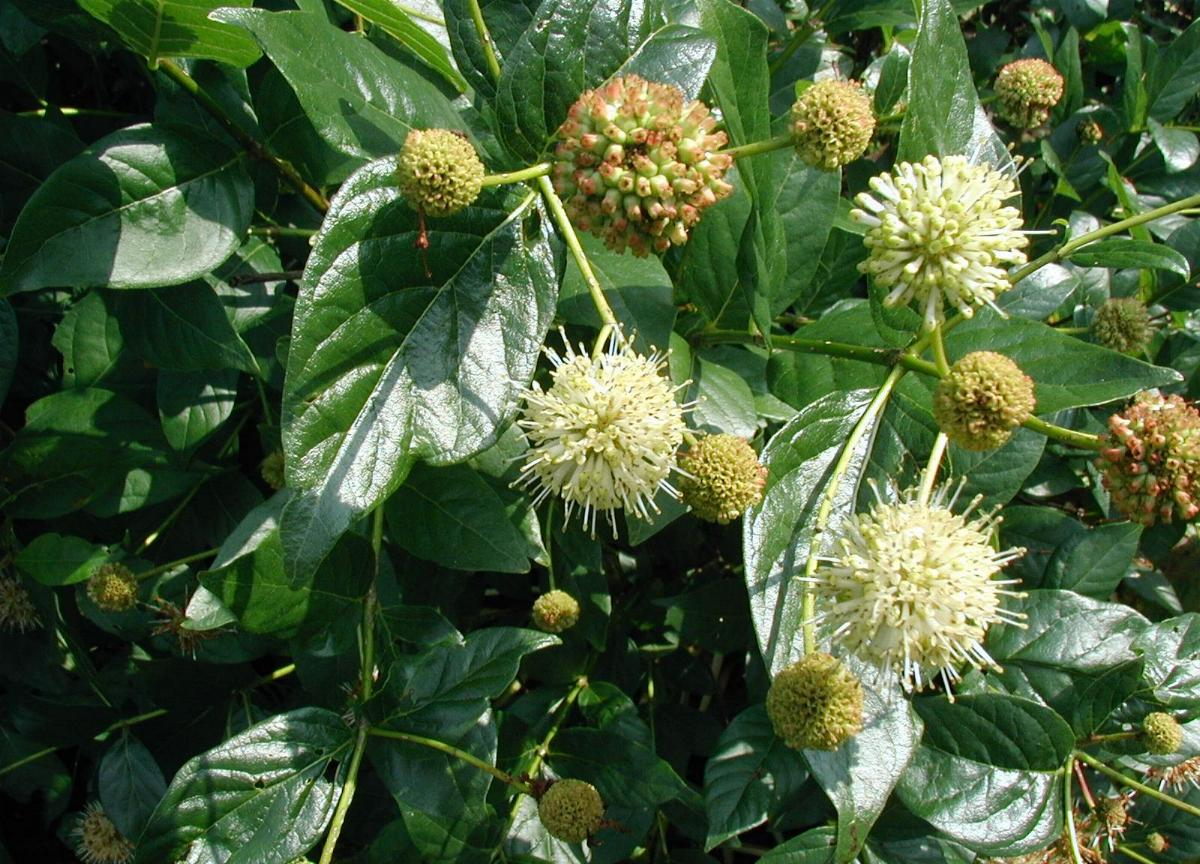